# القائمة المشتركة
القائمة المشتركة (بالعبرية: הרשימה המשותפת)، هي تحالف سياسي ضم أربع أحزاب تمثل العرب في إسرائيل وهي الجبهة الديموقراطية للسلام والمساواة، والتجمع الوطني الديمقراطي، والقائمة العربية الموحدة، والحركة العربية للتغيير. منذ ان أعلن عن تشكيلها في 23 يناير 2015. حتى انفصال القائمة العربية الموحدة عنها في عام 2021.

## الخلفية والتشكيل
أدى إلى تشكيل هذه القائمة عدة عوامل، أهمها رفع نسبة الحسم وهي الحد الأدنى من نسبة الأصوات التي تضمن نجاح الحزب من الدخول إلى الكنيست، من 2% إلى 3.25%، حيث تم ذلك بناء على تعديل قانوني بادر إليه النائب اليميني افيغدور ليبرمان،  بهدف منع الأحزاب العربية الصغيرة من دخول الكنيست. وبالتزامن مع زيادة الضغط الجماهيري والإعلامي في المجتمع الفلسطيني في إسرائيل بضرورة توحيد القوى بين الأحزاب التي تمثل العرب في الكنيست، وبالإضافة إلى أن قسم من القوائم العربية كانت مهددة بعدم تجاوز نسبة الحسم فيما لو ترشحت منفردة. وساعد على الوصول إلى الاتفاق لجنة وفاق شعبية تشكلت من قبل شخصيات عربية محلية والتي تولّت مساعي الوساطة بين الأحزاب المختلفة.
تم الاتفاق على تشكيل القائمة المشتركة بعد أن تم تمرير قرارات بهذا الشأن في الهيئات الداخلية للأحزاب، وافقت الأحزاب الأربعة على مبدأ توحيد الصفوف على أن تبقى للأحزاب استقلاليتها الايدلوجية واستقلالية أجهزتها الإدارية.
تم الإعلان عن القائمة وتركيبتها في الناصرة في 23 يناير 2015، برئاسة ايمن عودة مرشح الجبهة الديمقراطية للسلام والمساواة، وتميزت تركيبتها كذلك بأنها جمعت بين إسلاميين وعلمانيين وليبراليين، ونسويين/ات، وقوميين واشتراكيين، وضمّت أيضاً نوّاباً مسلمين ومسيحيين ودروز وويهوداً، وتمثيل جغرافي للشمال والمركز والجنوب، وتمثيل للمدن وللقرى. نص الاتفاق على ترتيب المقاعد الأحد عشر الأولى لولاية كاملة فيما يتم التناوب على المقاعد الثاني عشر والثالث عشر، الامر الذي ادى إلى ازمة داخل القائمة المشتركة لاحقاً.

## خوض الانتخابات
خاضت القائمة المشتركة الانتخابات التشريعية العشرين للكنيست الاسرائيلية، وحصلت على 13 مقعدًا، وكانت هذه وهي المرة الأولى التي تتقدم فيها الأحزاب العربية بقائمة موحدة إلى انتخابات الكنيست.
مطلع عام 2019 فشلت جهود إبقاء الأحزاب الأربعة ضمن قائمة واحدة، وفي 21 فبراير 2019، أُعلن عن خوض الانتخابات في قائمتين منفصلتين إحداها تضم الجبهة الديمقراطية والحركة العربية للتغيير والثانية تضم الحركة الإسلامية والتجمع الوطني الديموقراطي.
في اعقاب هذه الانتخابات والتي جرت في 9 أبريل 2019، حصلت كل من الجبهة والعربية للتغيير على 6 مقاعد فيما حصلت القائمة العربية الموحدة والتجمع على 4 مقاعد، اقل بثلاث مقاعد عن مجمل ما حصلوا عليه في القائمة المشتركة سابقًا.
بعد فشل نتنياهو بتشكيل الحكومة، بادر إلى حل الكنيست والتوجه لانتخابات جديدة، اقتراح صوت النواب العرب إلى جانبه، واجريت الانتخابات المبكرة الثانية في 17 سبتمبر 2019، وفي هذه الانتخابات وصلت الاحزاب الاربعة مرة أخرى إلى اتفاق بخوض الانتخابات ضمن القائمة المشتركة، وحصلت القائمة على 13 مقعداً في الكنيست.
بعد إعادة الانتخابات للمرة الثالثة في إسرائيل خلال اقل من عام، والتي جرت في 2 مارس 2020 حصلت القائمة المشتركة على 15 مقعداً في الانتخابات للكنيست الثالثة والعشرون، وهو اعلى تمثيل حصل عليه للمواطنين الفلسطينيين في الكنيست الإسرائيلي في تاريخهم.

## البرنامج السياسي[8]

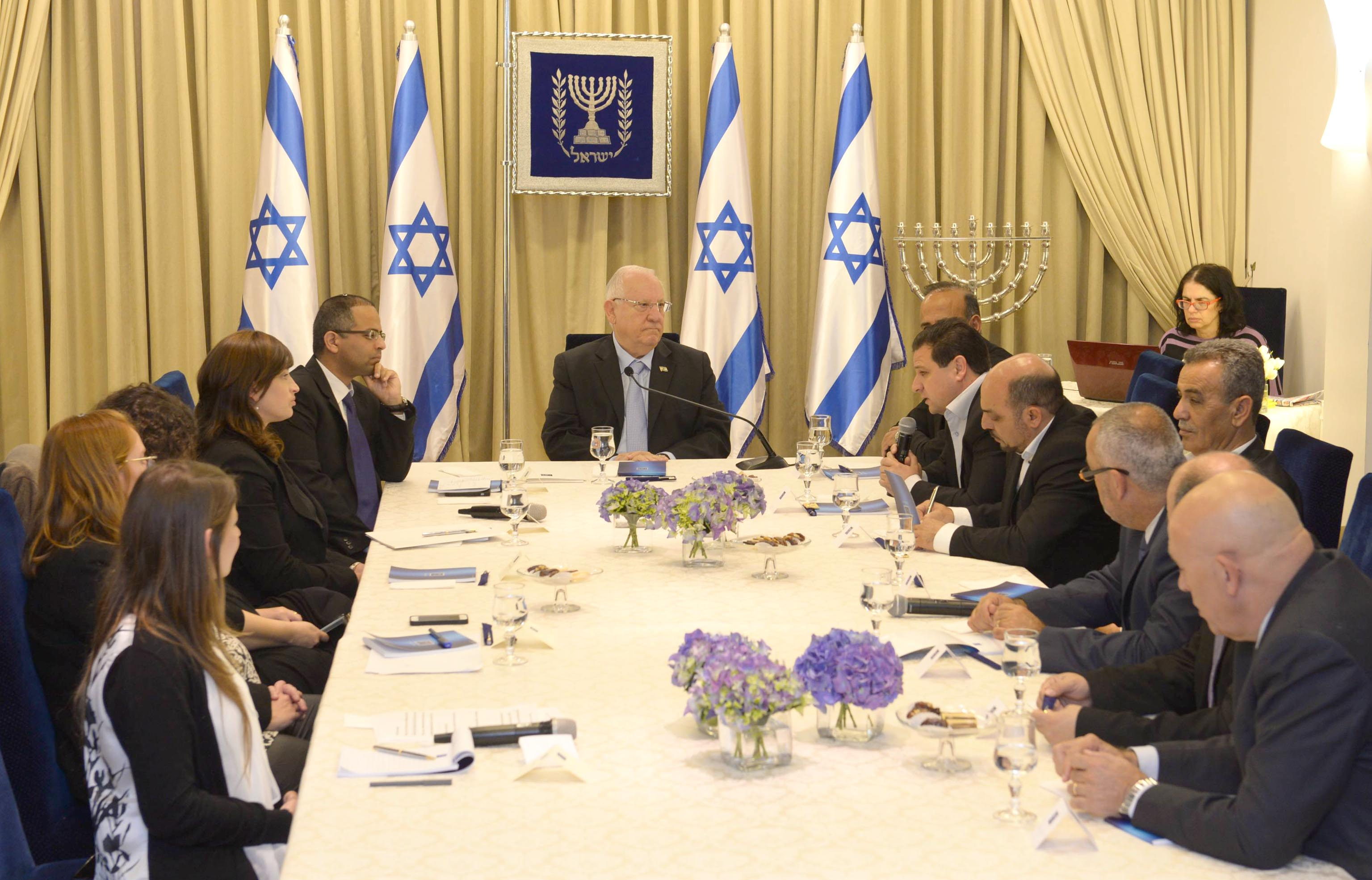
القائمة المشتركة مع الرئيس ريفلين، بعد الانتخابات في عام 2015

أعلنت القائمة المشتركة الخطوط العريضة لبرنامجها السياسي والذي اجتمعت حوله الأحزاب الأربعة في 28 يناير 2015، ويشمل ثمان بنود أساسية تصف مواقفها التي تتفق عليها في المجالات التالية: 
التعريف الذاتي للفلسطينيين في اسرائيل
 ترى القائمة المشتركة أن تعريف الفلسطينيين في اسرائيل لذاتهم وهويّتهم ينطلق من كونهم سكّان البلاد الاصليّين، ومن هذه الحقيقة تنبع حقوقهم الجماعيّة والفرديّة، وتتحدّد علاقتهم مع الدّولة، اذ تطالب القائمة المشتركة بالاعتراف بهم كأقليّة قوميّة ذات حقوق جماعيّة، وبحقّهم بإدارة ذاتيّة لشؤونهم الثّقافية والتعليميّة والدّينية، ويؤكدون على أنهم جزء فاعل لا يتجزّأ من الشّعب الفلسطينيّ والأمّة العربيّة، من حيث انتمائهم الوطني والقومي والحضاري والثّقافي.
الرؤية اتجاه القضية الفلسطينية
ترى القائمة المشتركة أن الحل العادل للقضية الفلسطينية يستند إلى الشّرعية الدّولية، من خلال إنهاء الاحتلال لكل المناطق المحتلة عام 1967، وإخلاء المستوطنات، وإطلاق سراح الأسرى الفلسطينيّين، بما فيهم أسرى الدّاخل الفلسطيني، وإقامة دولة فلسطينيّة مستقلّة، وعاصمتها القدس، بالإضافة إلى حلّ عادل لقضية اللّاجئين، يضمن حقّ العودة وفق القرار 194. 
المساواة القومية والمدنية
ترفع القائمة المشتركة شعار الحقوق المدنية والقومية الكاملة للفلسطينيين في إسرائيل، وتنادي بضمان المساواة القوميّة والمدنيّة في كافّة المجالات، بما فيها سياسة الأرض وهدم البيوت، والاعتراف بالقرى غير المعترف بها في النقب، وتطالب بتوسيع المسطّحات الهيكليّة للمدن وتوفير أراض للبناء ومناطق للصناعة والعمل. وتدعم القائمة المشتركة مطالب مهجري الداخل بحقهم في العودة واستعادة قراهم وأراضيهم المصادرة.
مناهضة العنصرية
كقائمة تمثل الجمهور الفلسطيني في إسرائيل، تضع القائمة كذلك في أولوياتها العمل على مناهضة كافة مظاهر سياسات التّمييز والعنصرية ومظاهر الفاشيّة، وتنادي بالحقوق الدّيمقراطية لكافة المواطنين. 
العدالة الاجتماعية
تؤمن القائمة بوجوب تحقيق العدالة الاجتماعيّة، ومحاربة الفقر والبطالة، وصيانة البيئة وضمان الحقوق الاجتماعيّة والاقتصاديّة للمواطنين، وتعمل على مكافحة سياسات تقليص الخدمات الاجتماعيّة.
حق المرأة بالمساواة
وفق برنامجها السياسي المعلن، تؤمن القائمة المشتركة بحق المرأة بالمساواة في الفرص، وفي الحقّ بالعمل والتّعليم والمشاركة السّياسية والاجتماعيّة. وترفض كافة أشكال الاضطهاد والاستغلال والتّمييز والعنف، ضد النساء أكان في الحيّز العام أم الخاص.
استقلالية الفن والثقافة والسلم الأهلي
وضعت المشتركة في برنامج عملها العمل على دعم وتطوير الثّقافة والنضال من أجل الموارد العادلة وغير المشروطة، ضمن الحق بالاستقلالية الثقافية، والتأكيد على مكانة اللغة العربية كلغة رسمية.
يتطرق برنامج المشتركة لقضية العنف في المجتمع العربي في إسرائيل، وضرورة محاربة الجريمة بكل الوسائل ومطالبة الدولة بتحمل مسؤولياتها في حل هذه المشكلة.

## الموقف من الدخول في الائتلاف الحكومي
ترفض القائمة المشتركة الدخول في ائتلاف في حكومة إسرائيلية، لا سيما حكومة يمينية مثل حكومة نتنياهو، وتتخذ دور المعارضة كما اتخذته الأحزاب العربية في كل الانتخابات الإسرائيلية السابقة، لكنها لا تمانع دعم حكومة يسار من الخارج، ضد أحزاب اليمين واليمين المتشدد، في حالة اصطلح على تسميتها «الجسم المانع». 
وترجح ذلك للاختلاف المبدئي بين الأحزاب الصهيونية وبرنامجها السياسي وبين برنامج القائمة، إضافة إلى رفض المشاركة في أي حكومة تمارس الاحتلال والقمع ضد الشعب الفلسطيني.
في 22 أغسطس 2019، وفي مقابلة اجراها مع صحيفة يديعوت احرونوت، صرح قائد القائمة المشتركة، ولأول مرة عن امكانية قبول الانضمام لائتلاف حكومي مع بيني غنتس، وفق الشروط التالية:
1. انهاء الاحتلال وإقامة دولة فلسطينية إلى جانب إسرائيل.
2.وقف التعامل مع المواطنين العرب كمواطنين درجة ثانية، وبضمن ذلك
أ. إلغاء قانون القومية.
ب. وقف والغاء هدم البيوت العربية وتوسيع مسطحات الأراضي.
ج. بلورة وتنفيذ خطة حقيقة وناجحة لاستئصال العنف والجريمة.
د. إقامة أول مدينة عربية، مستشفى رسمي بمدينة عربية وجامعة عربية.
ه. توفير ورفع ميزانيات للسلطات المحلية.
3. عدل اجتماعي لكل المواطنين، للفقراء العرب واليهود بما في ذلك رفع مخصصات التأمين للمسنين.

## ترتيب القائمة في انتخابات الكنيست 2015 (ال 20 الأولى من بين 120)
1. أيمن عودة، الجبهة الديمقراطية للسلام والمساواة ورئيس القائمة.
2. مسعود غنايم، الحركة الإسلامية
3. د. جمال زحالقة، التجمع الوطني الدمقراطي
4. د. أحمد طيبي، الحركة العربية للتغيير
5. عايدة توما سليمان، الجبهة الديمقراطية للسلام والمساواة
6. عبد الحكيم حاج يحيى، الحركة الإسلامية
7. حنين زعبي، التجمع الوطني الديمقراطي
8. د. دوف حنين، الجبهة الديمقراطية للسلام والمساواة
9. طلب أبو عرار، الحركة الإسلامية
10. د. يوسف جبارين، الجبهة الديمقراطية للسلام والمساواة
11. د. باسل غطّاس، التجمع الوطني الديمقراطي
12. أسامة السعدي، الحركة العربية للتغيير (تناوب مع سعيد خرومي، الحركة الإسلامية)
13. د. عبد الله أبو معروف، الجبهة الديمقراطية للسلام والمساواة (تناوب مع جمعة الزبارقة، التجمع)
14. جمعة الزبارقة، التجمع الوطني الدمقراطي (تناوب مع د. عبد الله أبو معروف، الجبهة)
15. سعيد الخرومي، الحركة الإسلامية (تناوب مع أسامة السعدي)
16. إبراهيم حجازي، الحركة الإسلامية.
17. يوسف العطاونة، الجبهة الديمقراطية للسلام والمساواة.
18. وائل يونس، الحركة العربية للتغيير.
19. نيفين أبو رحمون، التجمع الوطني الديمقراطي.
20. ليئة تسيمل، الجبهة الديمقراطية للسلام والمساواة.

## نتائج الانتاخابات الأولى للمشتركة 2015

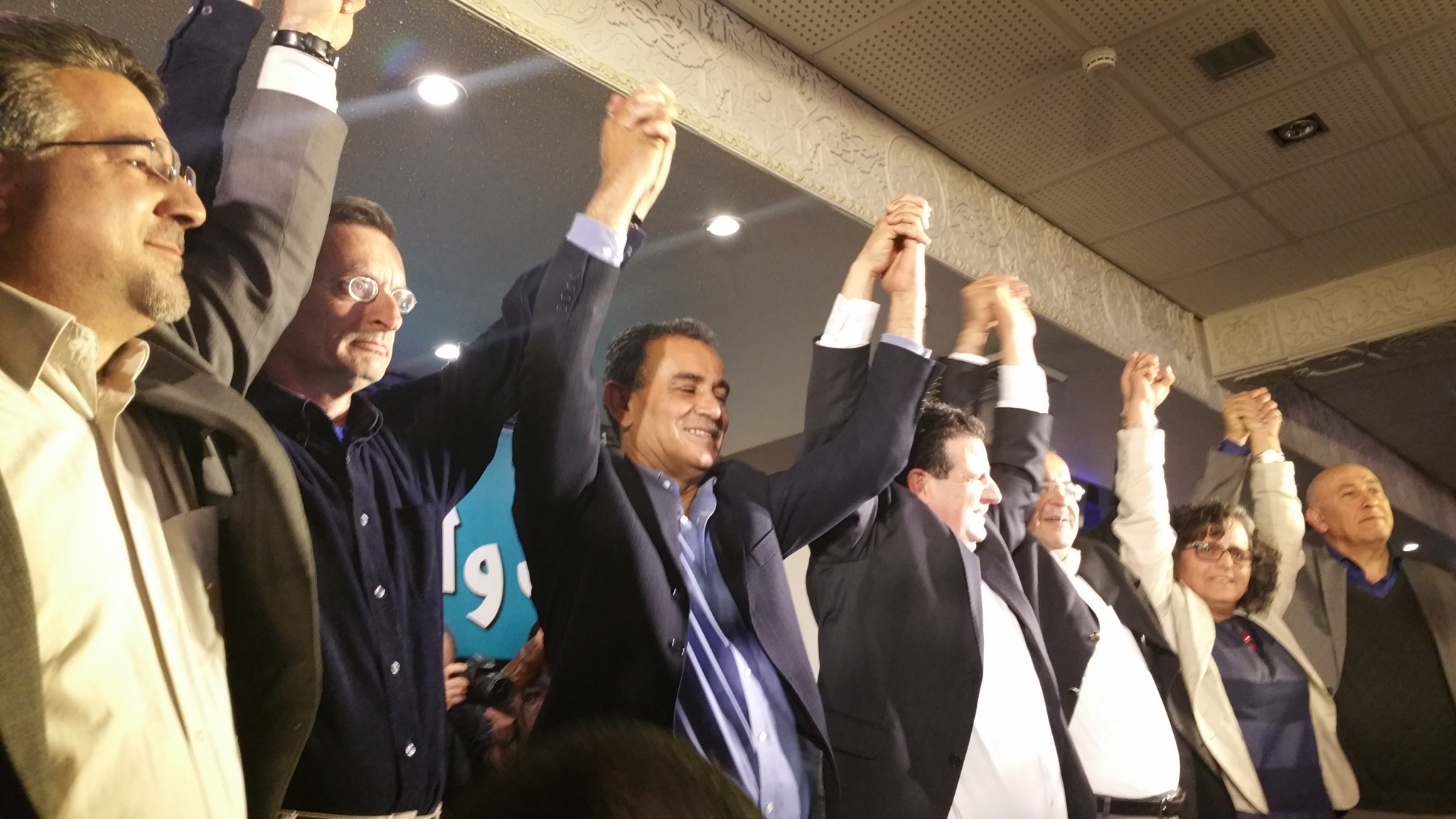
الناصرة لحظة صدور نتائج انتخابات 2015

حظيت القائمة المشتركة في الانتخابات الأولى التي خاضتها بعد تشكيلها ب 13 مقعد من أصل 120، بعد أن حصلت على 446,583 صوتًا بنسبة 10.61% من مجمل الاصوات، لتصبح ثالث أكبر كتلة في الكنيست، وهذه سابقة في السياسة الإسرائيلية، حيث كان تأثير الوحدة الإيجابي واضحاً من حيث عدد الأصوات، إذ حقّقت القائمة 97664 صوت أكثر من مجموع أصوات الأحزاب منفردة في الانتخابات السابقة، حيث ارتفع التمثيل العربي بمقعدين عن الكنيست السابقة. 6 من النواب ال 13 المنتخبين كانوا نواب جدد، ومن بينهم امرأتين. وفق معطيات لجنة الانتخابات المركزية، في هذه الانتخابات ارتفعت نسبة التصويت بين الناخبين العرب في إسرائيل من 56% في العام 2013 إلى 65%، حيث صوت 85% في المئة من الناخبين العرب لمصلحة القائمة المشتركة.

## أزمة التناوب
هي أزمة نشبت بين المركبات المشتركة في أعقاب استقالة النائب باسل غطاس من التجمع الوطني الديمقراطي، إثر إدانته بقضية أمنيّة عام 2017، وأدت إلى تعطيل اتفاق التناوب المتفق عليه على المقعدين الأخيرين لمدة عام.

## نتائج التصويت للقائمة المشتركة انتخابات سبتمبر 2019
حصلت القائمة المشتركة على 13 مقعداً من أصل 120، حيث بلغ عدد مصوتيها 470 الف، بنسبة 10.6% من مجمل الاصوات في إسرائيل. ووصلت نسبة التصويت بين المواطنين العرب في إسرائيل 59.2%، مسجلة ارتفاع بنسبة 10% عن الانتخابات التي سبقتها في 9 أبريل 2019، وحصلت القائمة المشتركة على 80.6% من اصوات المواطنين العرب.
1. أيمن عودة
2. مطانس شحادة
3. احمد طيبي
4. منصور عباس
5. عايدة توما سليمان
6. وليد طه
7. عوفر كسيف
8. هبة يزبك
9. أسامة سعدي
10. يوسف جبارين
11. سعيد الخرومي
12. جابر عساقلة
13. سامي أبو شحادة

## نواب المشتركة في انتخابات 2020
1. أيمن عودة
2. مطانس شحادة
3. احمد طيبي
4. منصورعباس
5. عايدة توما سليمان
6. وليد طه
7. عوفر كسيف
8. هبة يزبك
9. أسامة سعدي
10. يوسف جبارين
11. سعيد الخرومي
12. جابر عساقلة
13. سامي أبو شحادة
14. إيمان خطيب ياسين
15. سندس صالح

1. أيمن عودة
2. احمد طيبي
3. سامي أبو شحادة
4. عايدة توما سليمان
5. أسامة سعدي
6. عوفر كسيف